# Erica physodes
Erica physodes är en ljungväxtart som beskrevs av Carl von Linné. Erica physodes ingår i släktet klockljungssläktet, och familjen ljungväxter. Inga underarter finns listade i Catalogue of Life.